# Siphonophora hartii
Siphonophora hartii är en mångfotingart som först beskrevs av Pocock 1895.  Siphonophora hartii ingår i släktet Siphonophora och familjen Siphonophoridae. Inga underarter finns listade i Catalogue of Life.